# Бубдор
Бубдор  — деревня в Сысольском районе Республики Коми в составе сельского поселения Куратово.

## География
Расположена на расстоянии примерно 27 км по прямой от районного центра села Визинга на юго-запад.

## История
Известна с 1926 года, когда здесь было учтено 5 дворов и 29 человек, в 1970 — 77 человек.

## Население
Постоянное население составляло 28 человек (коми 96 %) в 2002 году, 18 в 2010.